# Kynžvart
Zámek Kynžvart (německy Schloss Königswart) je venkovské šlechtické sídlo vystavěné na pomezí vídeňského klasicismu a empíru. Nachází se v západních Čechách, na okraji Slavkovského lesa v okrese Cheb v Karlovarském kraji, přibližně 1,5 km jihozápadním směrem od města Lázně Kynžvart, asi 20 kilometrů jihovýchodně od Chebu a asi 10 km severně od Mariánských Lázní. 
Zámek je znám především jako bývalé letní sídlo rakouského kancléře Klemense Václava z Metternichu. 
Je ve vlastnictví státu (správu zajišťuje Národní památkový ústav) a je přístupný veřejnosti. Zámek je chráněn jako kulturní památka a v roce 2001 byl zapsán na seznam národních kulturních památek. V roce 2019 byl Evropskou komisí zařazen do seznamu významných památek oceněných značkou Evropské dědictví (European Heritage Label) jako místo celoevropsky důležitých diplomatických setkání z dob, kdy byl jeho vlastníkem rakouský kancléř Klemens Václav Metternich.

## Etymologie
Místní název Kynžvart je zkomoleninou německého názvu strážního hradu Königswart (Královská hlídka, nebo stráž).

## Historie

### Cedvicové
Na místě zámku stávala do konce 16. století tvrz, kterou někdy v letech 1585-1597 nahradil renesanční zámek, který nechali vybudovat páni z Cedvic. Podoba původní tvrze ani starého zámku nejsou známy. Poblíž ní byl založen pivovar, o němž první doložené zprávy pocházejí z roku 1606. Za účast Kryštofa Jindřicha ve stavovském povstání byl po bitvě na Bílé hoře majetek Cedvicům zkonfiskován.

### Metternichové

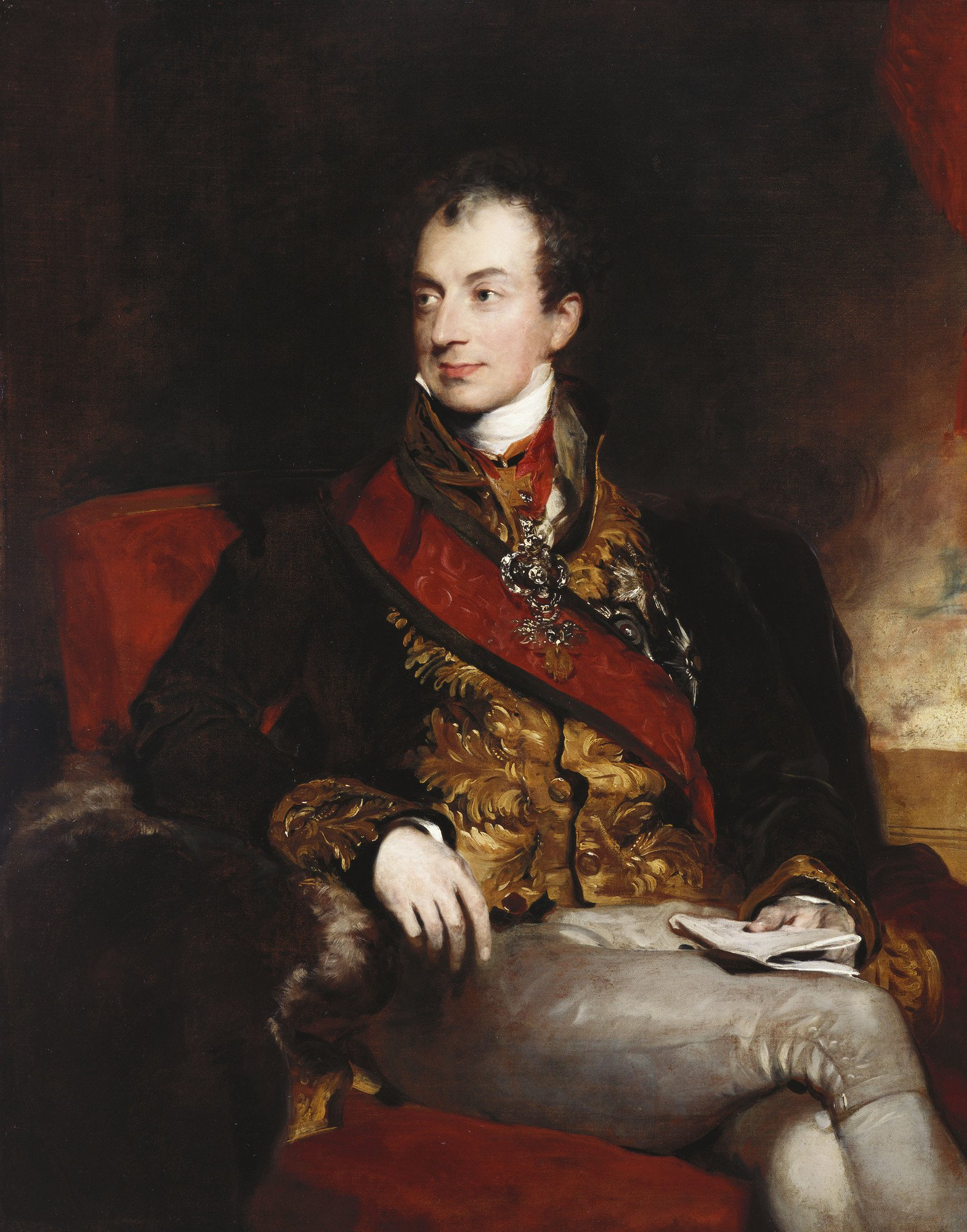
Klemens Václav z Metternichu dal zámku Kynžvart jeho dnešní podobu

Majiteli starého zámku a okolního panství se v roce 1630 (jakožto konfiskátu) stal Jan Reinhard z Metternichu a jeho bratři Karel Emanuel, Vilém a Lothar. V letech 1681 až 1691 dal hrabě Filip Emerich z Metternichu ze zbytků původního renesančního zámku postavit zámek nový, či spíše velkého hospodářství ve slohu venkovského baroka. Tehdejší majitelé pobývali spíše ve svých německých državách.
Situace se změnila po roce 1767, kdy Kynžvart zdědil hrabě František Jiří Karel z Metternichu, otec pozdějšího kancléře Klemense Václava. František Jiří byl úspěšný diplomat, vyslanec trevírského kurfiřta ve Vídni, jenž se účastnil volby i korunovace císaře Leopolda II. ve Frankfurtu. Byl také ministrem v Nizozemí. Poté, co byly za prusko-francouzské války zpustošeny statky Metternichů v Porýní, stal se kynžvartský zámek na přelomu 18. a 19. století dočasně jediným sídlem rodu. 

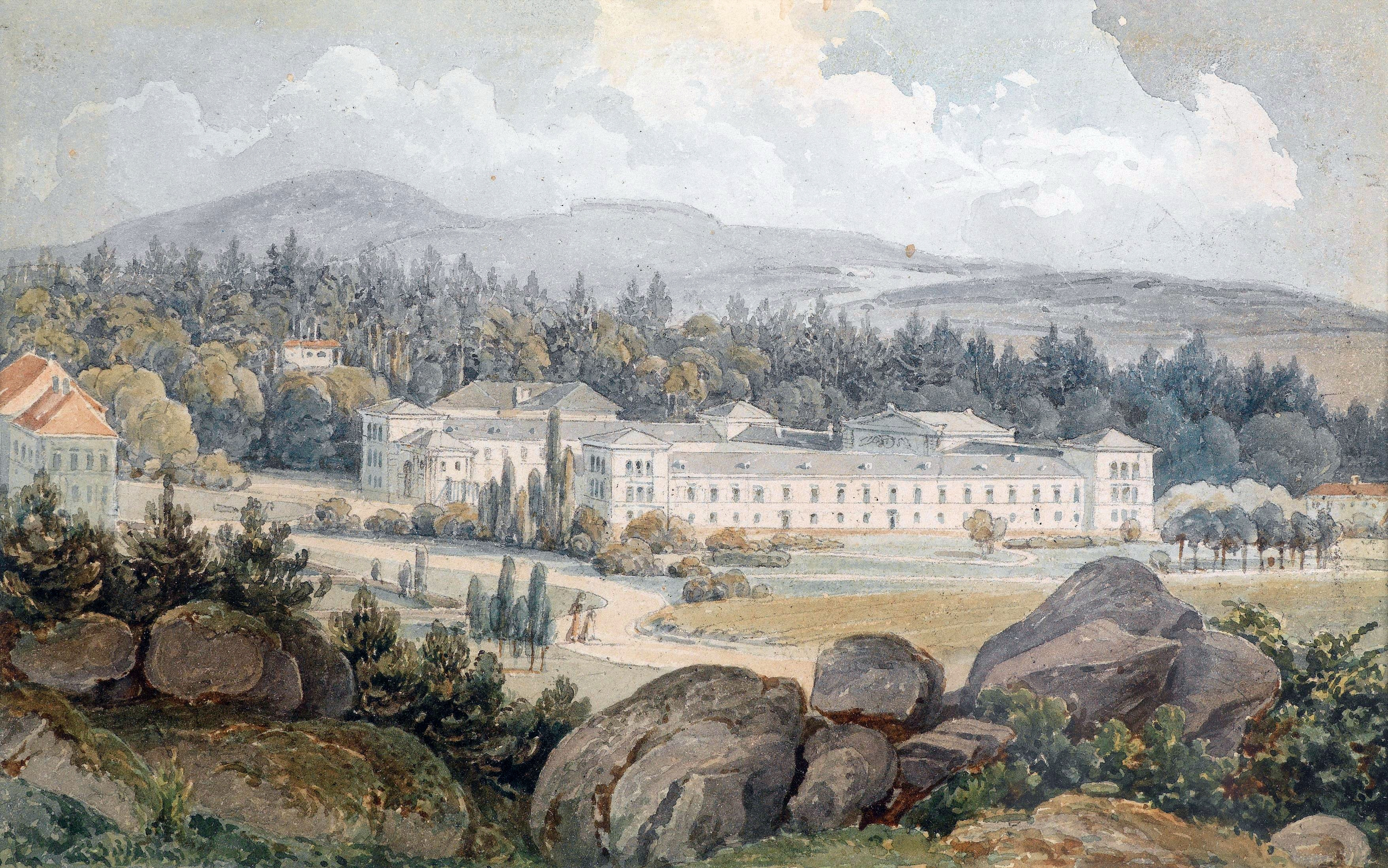
Zámek v roce 1845, Thomas Ender

Roku 1818 zdědil panství princ Klement Václav Metternich, který působil ve funkci prvního kancléře Rakouského císařství. Působil také a jako velmi obratný zahraniční diplomat a často u něho pobývali hosté z nejvyšších kruhů evropské politiky a za své služby mu byl udělen dědičný knížecí titul. Z těchto důvodů potřeboval reprezentativní sídlo. Proto na základě jeho pokynů provedl vídeňský architekt italského původu Pietro Nobile v letech 1820 až 1839 rozsáhlou přestavbu zámku ve stylu vídeňského klasicismu. Jako stavební materiál byly použity mimo jiné i kameny z hradu Kynžvart vzdáleného asi 3 kilometry. Přestavba a rozšíření se dotkly také přilehlého pivovaru a dalších hospodářských budov. Přestavbu financoval výhodnou půjčkou kancléři Metternichovi německo-židovský bankéř z Vídně Salomon Mayer baron von Rothschild. V září roku 1822 poskytl půjčku 900 tisíc zlatých (dnes asi 45 milionů euro) se splatností 12 let a s pětiprocentním úrokem. O několik dní později dostalo pět bratrů Rothschildových dědičný titul rakouských svobodných pánů.

Na přestavěném zámku Metternich přijímal významné návštěvy. Zavítal na něj například ruský car Alexandr I., jenž mu darem přivezl semena bolševníku, car Mikuláš I. nebo básník Johann Wolfgang von Goethe (v letech 1818 a 1820).
Po smrti kancléře Metternicha se Kynžvart stal venkovskou rezidencí jeho nejstaršího syna Richarda (1829–1895), který zemřel bezdětný, a tak zámek přešel na jeho mladšího bratra Pavla. V roce 1905 přešel Kynžvart na jeho syna Klimenta (1870–1931) a posledním z Metternichů na panství byl kníže Pavel Alfons. Ve 30. letech 20. století byl pak zámek dočasným azylem jeho strýce, španělského krále Alfonse XIII., který byl svržen revolucí.

### Československý a český stát
Zámek byl rodu Metternichů v roce 1945 zkonfiskován. Po konci 2. světové války v něm krátce sídlilo velitelství 3. divize americké armády. Roku 1947 byl zpřístupněn pro veřejnost, ale v roce 1976 byl uzavřen a kompletně vystěhován kvůli dřevomorce domácí, která napadla část podlah, krovů a knihovny. Teprve roku 1994 byla po generální opravě znovu zpřístupněna část expozice. Celková rekonstrukce stála 82 milionů korun a byla dokončena v letech 1998 až 2000 s podporou z evropského programu PHARE.

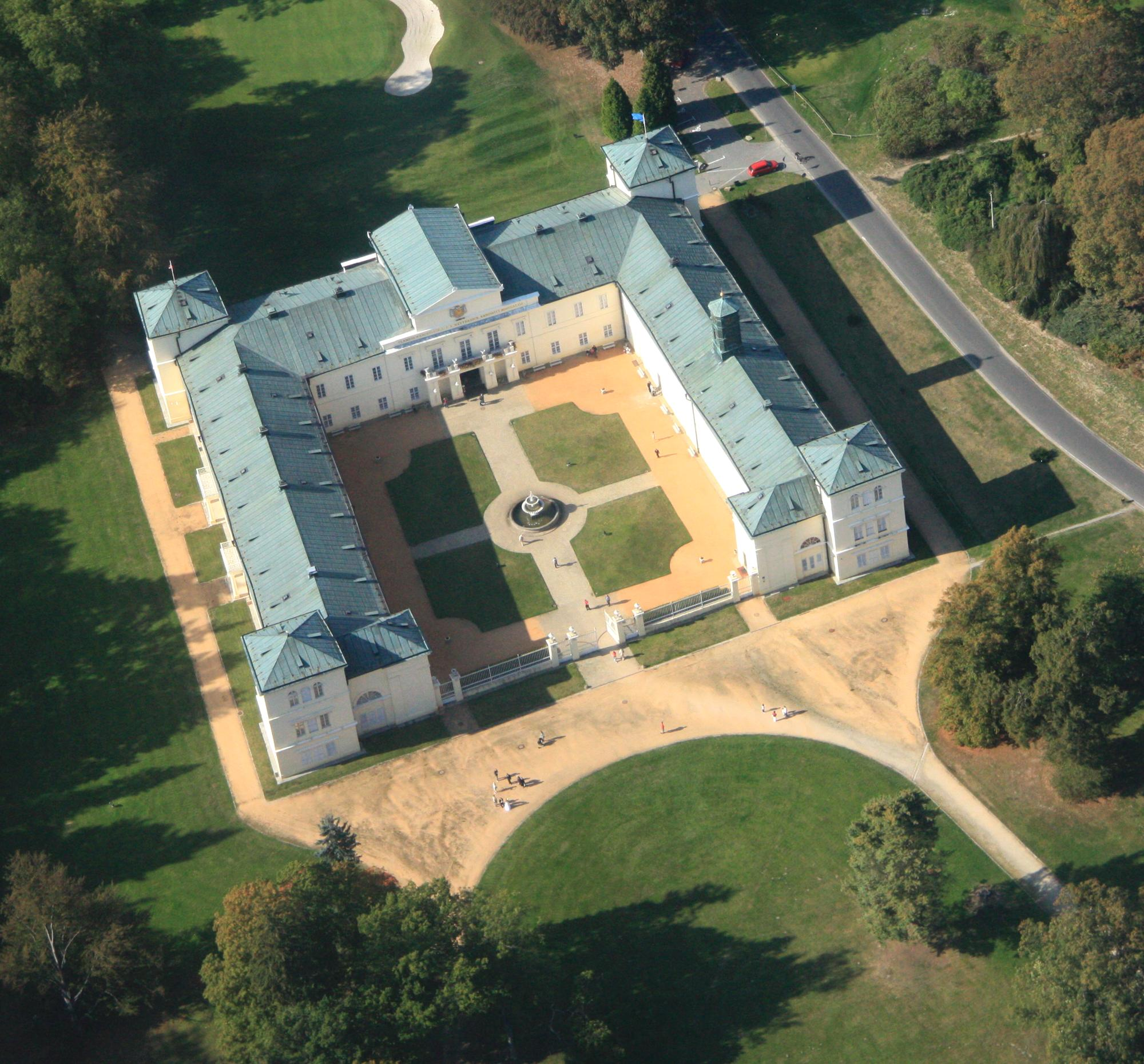
letecký pohled

V roce 2001 byla obnova zámku oceněna nejvyšším evropským uznání za památkovou péči – medailí EUROPA NOSTRA a zároveň byl zámek prohlášen za národní kulturní památku. Od roku 2005 je zámek členem mezinárodní Hradní stezky / Burgenstrasse, která spojuje několik desítek památek trase dlouhé přes tisíc kilometrů mezi Mannheimem a Prahou.

## Zámecká kaple
Klasicistní podoba zámecké kaple sv. Antonína z Padovy pochází z roku 1833. Původní barokní inventář byl předán do kostelů v okolí. Nový oltář a spolu s ostatky svatého Bonifáce věnoval kancléři Metternichovi osobně papež Řehoř XVI. Byl v letech 1824 až 1832 postaven ze zbytků mramorů chrámu sv. Pavla za hradbami, což byla jedna z nejstarších římských bazilik, která vyhořela v roce 1823. Autorem hlavního oltářního obrazu Vidění sv. Antonína z Padovy je vídeňský malíř Anton Petter. Proti oltáři je umístěn obraz Snímání z kříže italského barokního malíře Lucy Giordana (1632 až 1705).
Kaple byla až do poloviny 50. let 20. století místem konání poutních Antonínských mší. V srpnu 1999 byla kaple znovu vysvěcena plzeňským biskupem Františkem Radkovským a tradice mší obnovena.

## Sbírky
Roku 1828 bylo založeno v zámku muzeum, které patří mezi nejstarší v Čechách. V jeho sbírkách jsou historické mince, umělecké předměty, přírodniny, technické kuriozity i exotické zbraně. K nejcennějším patří gotické deskové oltářní obrazy z roku 1510 a francouzská renesanční tapiserie z roku kolem 1560. Mezi návštěvníky je oblíbené mramorové sousoší Amor a Psyché z dílny římského sochaře Antonia Canovy.
Součástí sbírek byl i rozsáhlý dar bývalého chebského kata Karla Husse, který kancléři Metternichovi předal v roce 1828 svou rozsáhlou sbírku mincí a přírodnin. Zároveň se až do své smrti stal kustodem zámeckých sbírek.

### Numismatická sbírka
Jde o kolekci asi 11 tisíc mincí, jejímž základem je numizmatická sbírka Karla Husse, kterou systematicky rozšiřoval kancléř Metternich a jeho syn Richard. Soubor antických mincí obsahuje asi dva tisíce kusů – jak ze starověkého Řecka, tak i římské mince z období republiky (3. až 1. stol. př. n. l.) a císařství (1. až 5. stol. n. l.). Zajímavá je i adjustace sbírky s dobovými popisy a určeními, které dokumentují stav sběratelství v první polovině 19. století.

## Knihovna
V zámku se nachází jedna z nejvýznamnějších zámeckých knihoven v Česku. Základem knihovního fondu se stala pozůstalost po trevírském biskupovi Lotharu z Metternichu (1554–1623). K rozšíření významně přispěli Klemens Václav z Metternichu a jeho syn Richard Klemens. Dnes knihovna čítá celkem asi 12 tisíc titulů ve 24 tisících svazků. Mezi nimi 130 vzácných rukopisů, včetně vzácného fragmentu Starého zákona z konce 8. století, a 230 inkunábulí. Témata knih jsou nesmírně rozmanitá – od filosofie, historie, heraldiky, přes astronomii či botaniku až po hudbu nebo numismatiku.
V současnosti probíhá digitalizace vzácných rukopisů a rekatalogizace knižního fondu, aby mohl být lépe zpřístupněn veřejnosti.

## Zámecký park
Pod vedením vídeňského dvorního zahradníka Riedla byl kolem zámku současně s klasicistní přestavbou v letech 1820 až 1833 vybudován rozsáhlý park s řadou rybníků, mlýnem, okrasnými stromy, altánky, sochami a pomníky. Zámeckým parkem protékají tři potoky, na kterých byly zbudovány rybníky Panský, Zahradní, Mlýnský, Písečný a Černý. Pod zámkem je v parku umístěna litinová plastika bohyně Diany, která je kopií originálu z parku ve francouzském Versailles. Nedaleko sochy je Lví pramen. Na kopci v parku je umístěna dřevěná lesní kaple sv. Kříže z roku 1835 v pseudogotickém stylu, která se stala oblíbeným poutním místem.
V parku bylo v roce 2008 vytvořeno golfové hřiště.

## Prohlídková trasa
| Rok  | Počet návštěvníků |
| ---- | ----------------- |
| 2015 | 29 582            |
| 2016 | 40 744            |
| 2017 | 41 513            |
| 2018 | 43 685            |

Prohlídková trasa zámku zahrnuje více než 20 místností zhruba 2/3 prvního patra zámku. Zpřístupněn je například velký přijímací sál, zámecká jídelna, kulečníkový salón, kuřácký a pánský salón, hudební salón, orientální chodba, zbrojnice, zámecká kaple, kancléřova knihovna, kabinet kuriozit. Prohlídka trvá asi 50 až 60 minut a průvodci jsou schopni podávat výklad v češtině a němčině.
Kromě prohlídky zámku lze navštívit také pravidelně obměňované výstavy v bývalé konírně v přízemí a část zámeckého parku.

## Zajímavosti
- Při prohlídce zámku lze zhlédnout mj. zlatý jídelní servis, který kníže Metternich dostal darem od města Paříže. Tento servis byl zapůjčen pro účely natáčení filmu Obsluhoval jsem anglického krále.
- V letech 1843 až 1846 působil na zámku německý spisovatel Adalbert Stifter jako domácí učitel Richarda Klemense Metternicha, syna kancléře Klemense Metternicha.
- Zahradník knížete Richarda z Metternichu (syn kancléře Metternicha) dal vyzdobit zámecký park bolševníkem velkolepým a zapříčinil tak jeho zavlečení k nám z Kavkazu.
- V polovině 50. let 20. století byl zaměstnancem Státní památkové péče na zámku Kynžvart pozdější významný český spisovatel Ladislav Fuks, kterého nadchla a na celý život ovlivnila sbírka kuriozit, kterou na zámku vytvořil kancléř Metternich.
- Na zámku se v roce 1963 natáčel český film Kdyby tisíc klarinetů.

## Galerie

exteriér
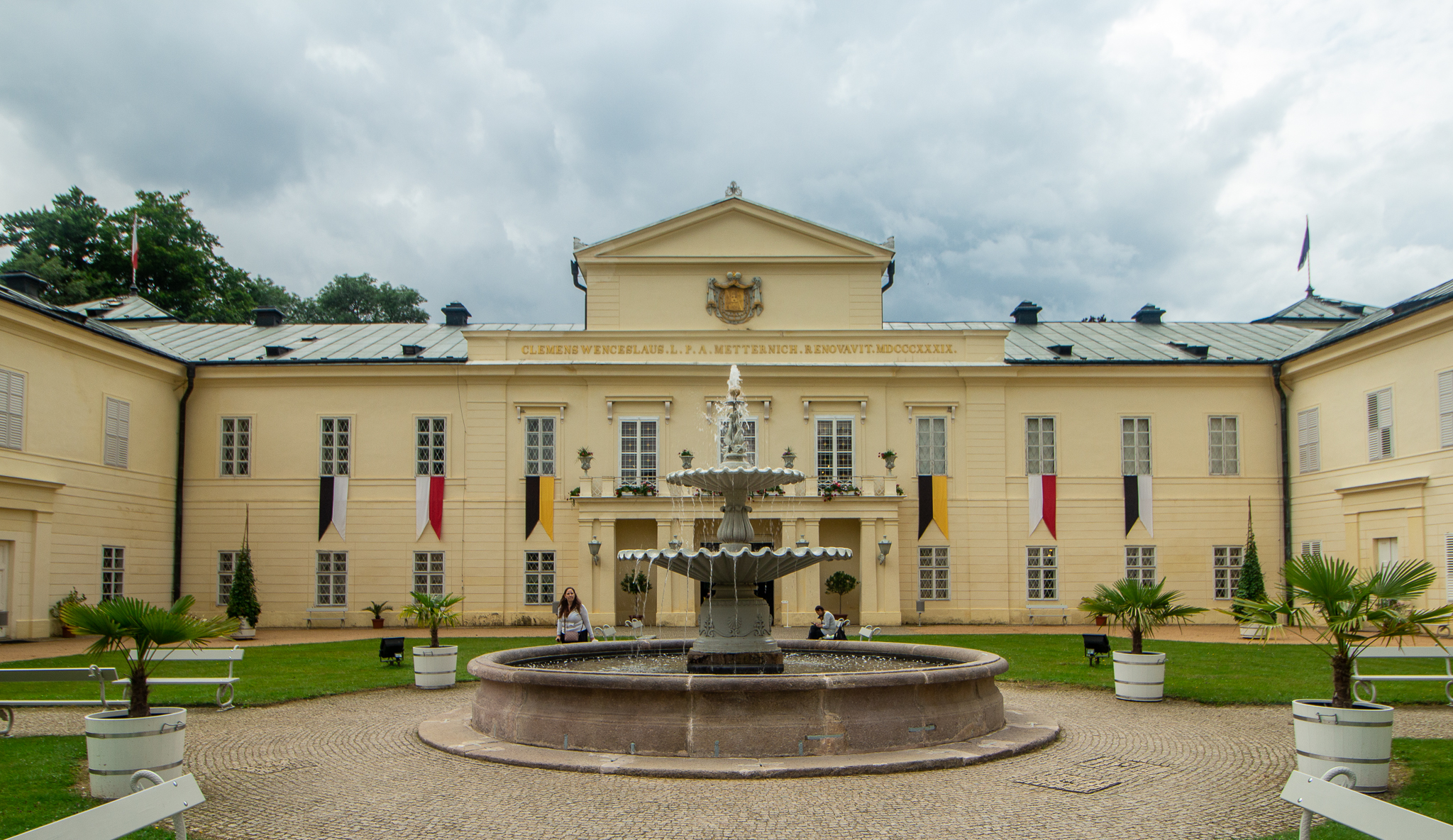
Hlavní průčelí zámku
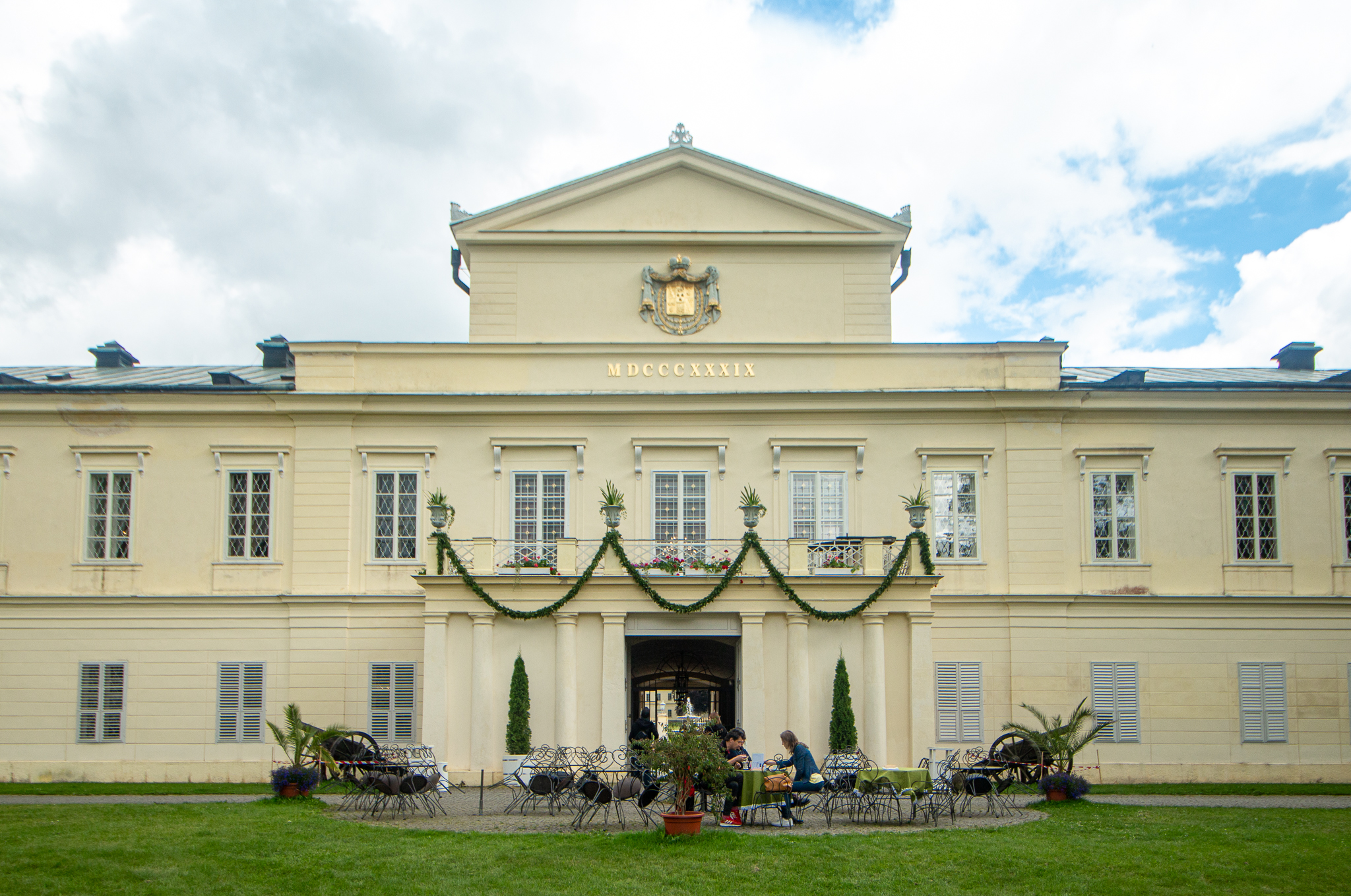
Západní průčelí zámku
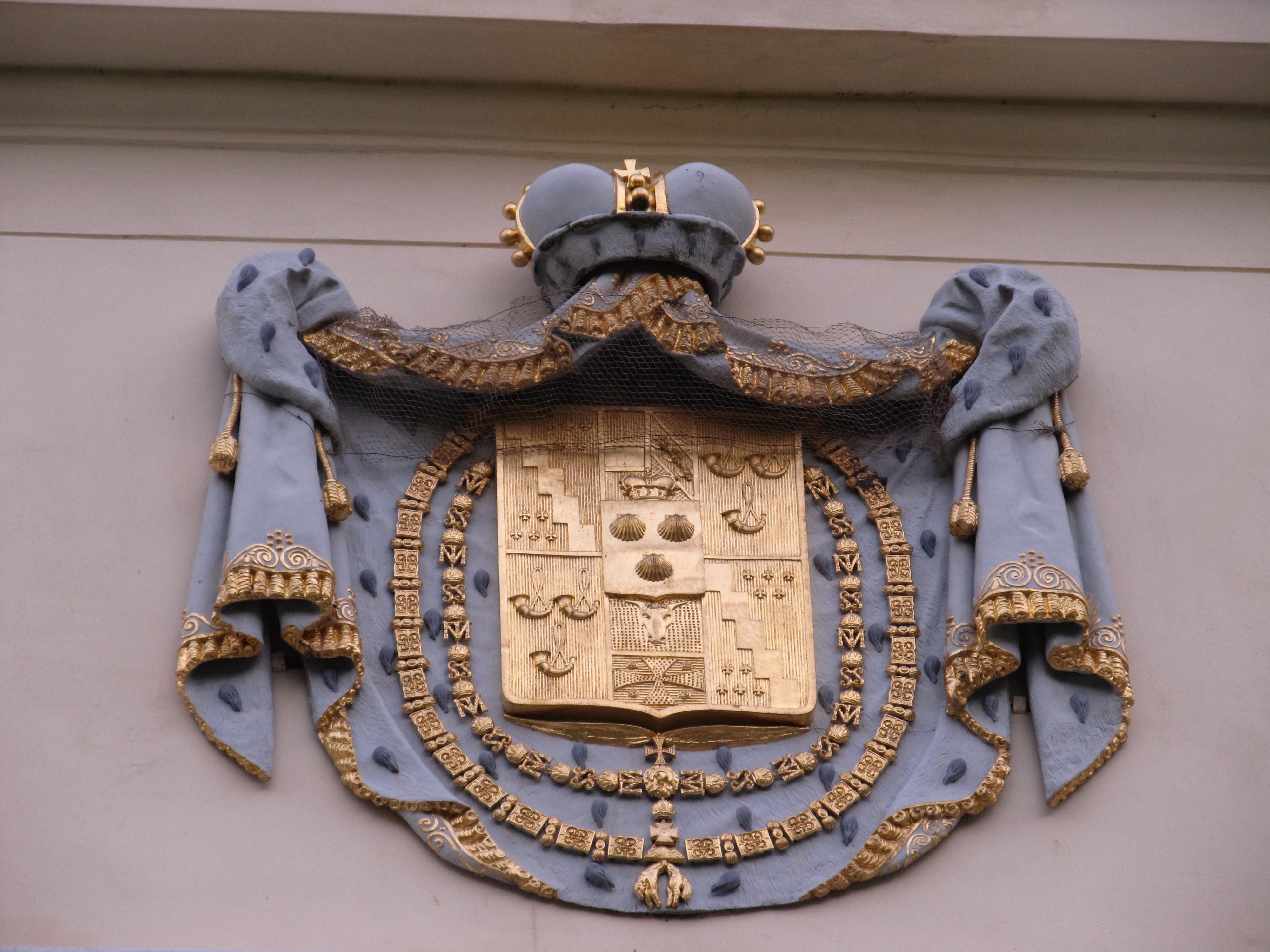
Erb Metternichů na západním průčelí zámku
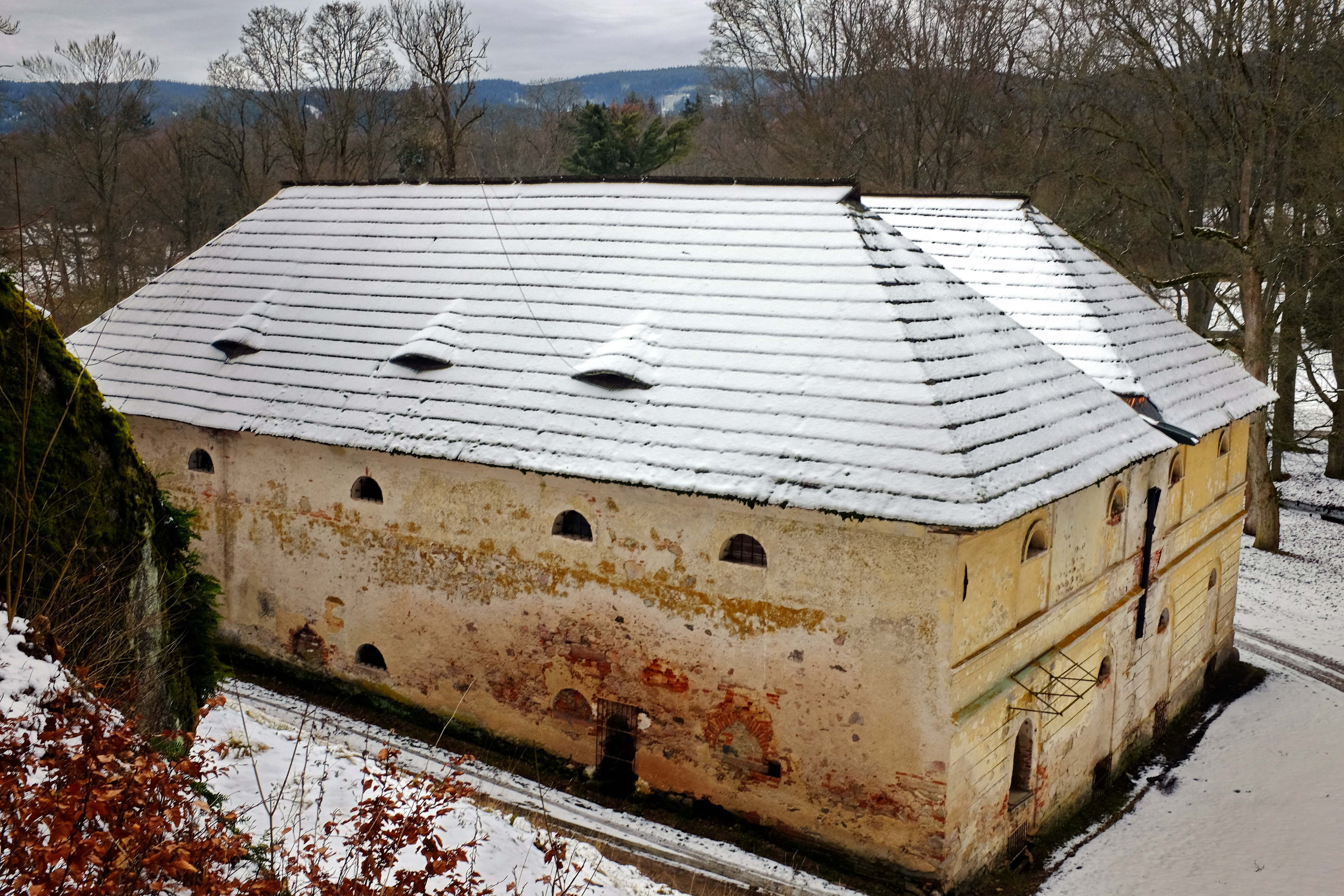
Zámecký pivovar
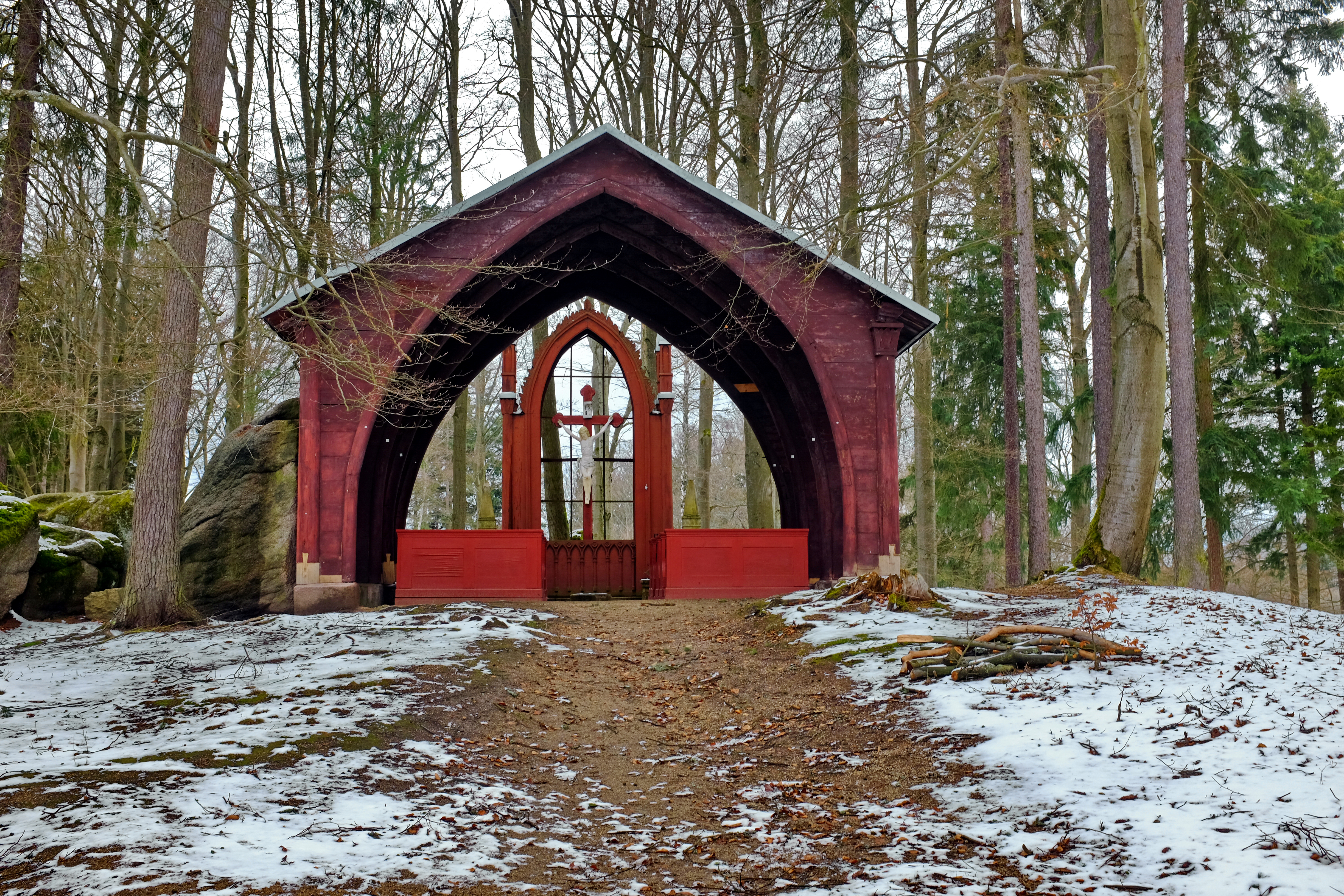
Kaple sv. Kříže
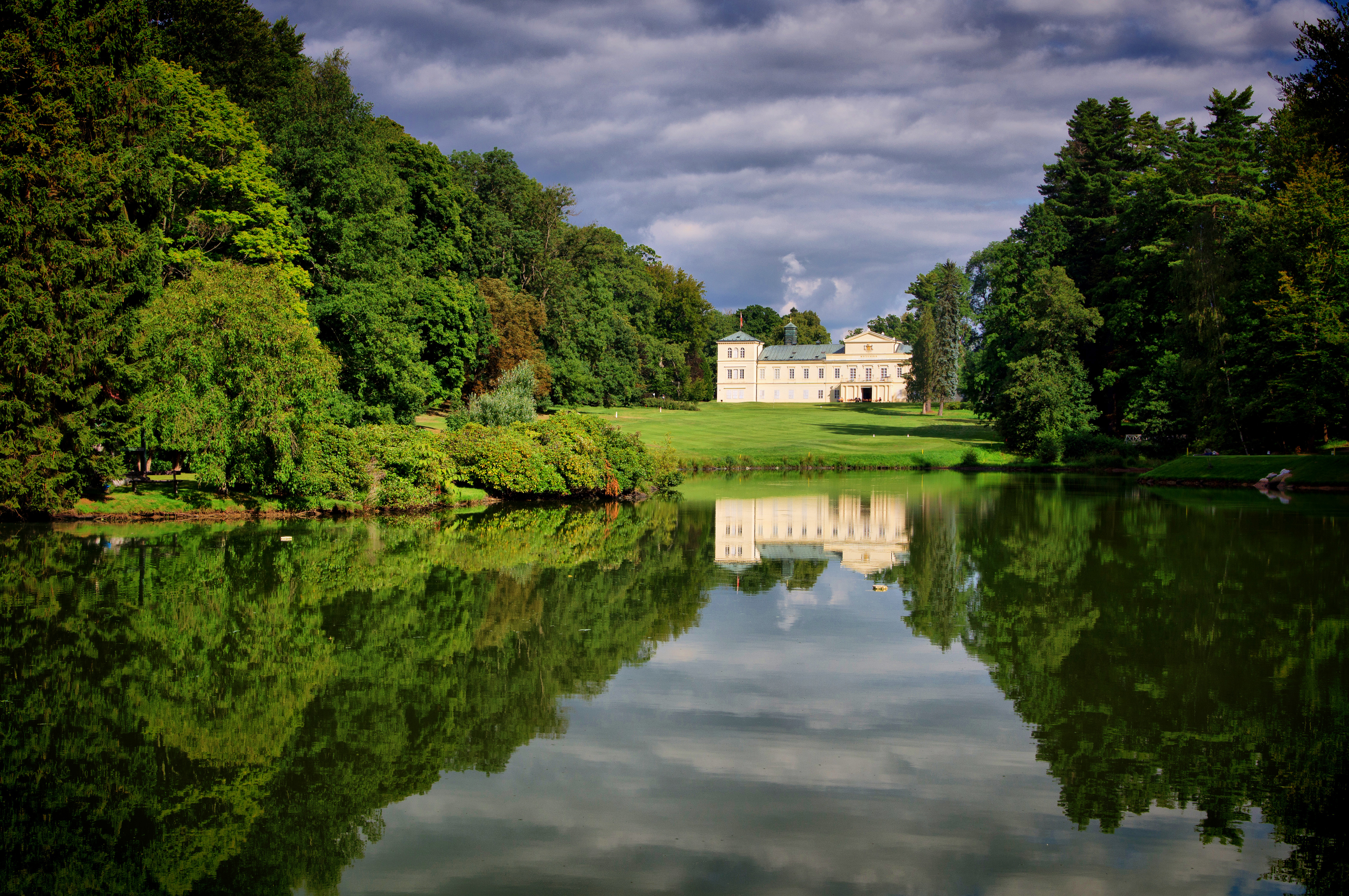
Zámecký park se zámkem v pozadí
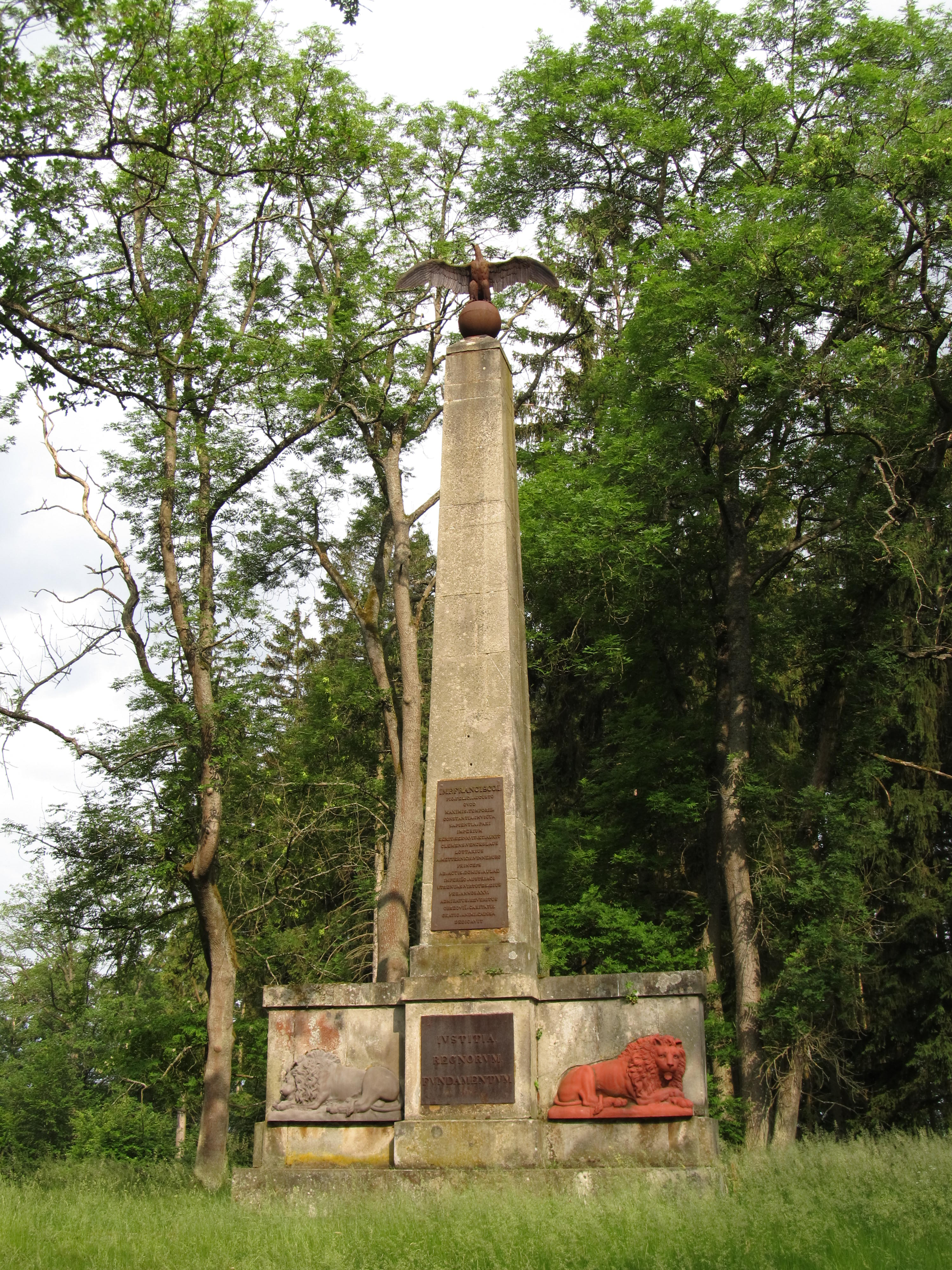
Památník císaře Františka I. v parku
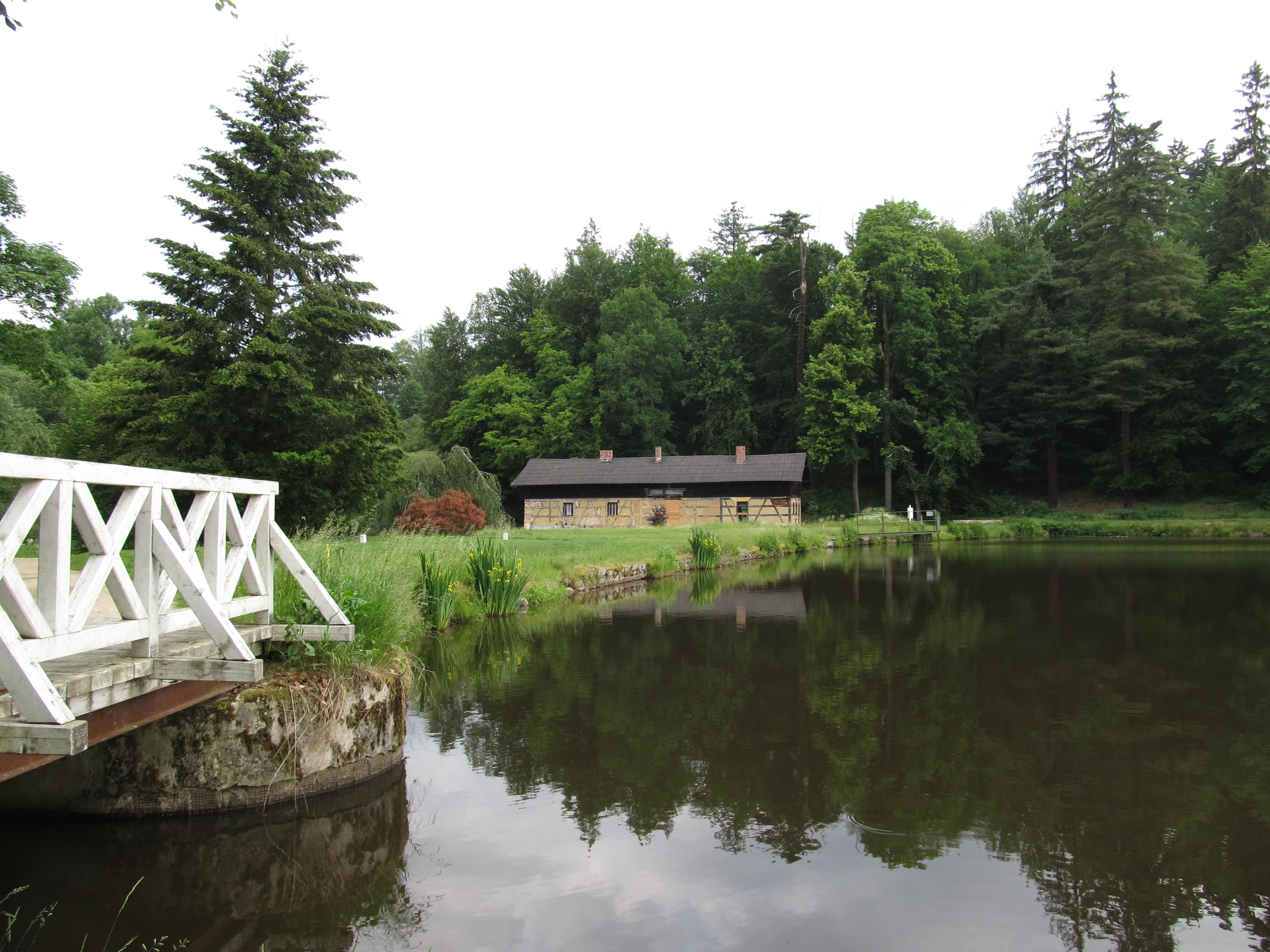
Panský mlýn z roku 1795 u zámeckého rybníka
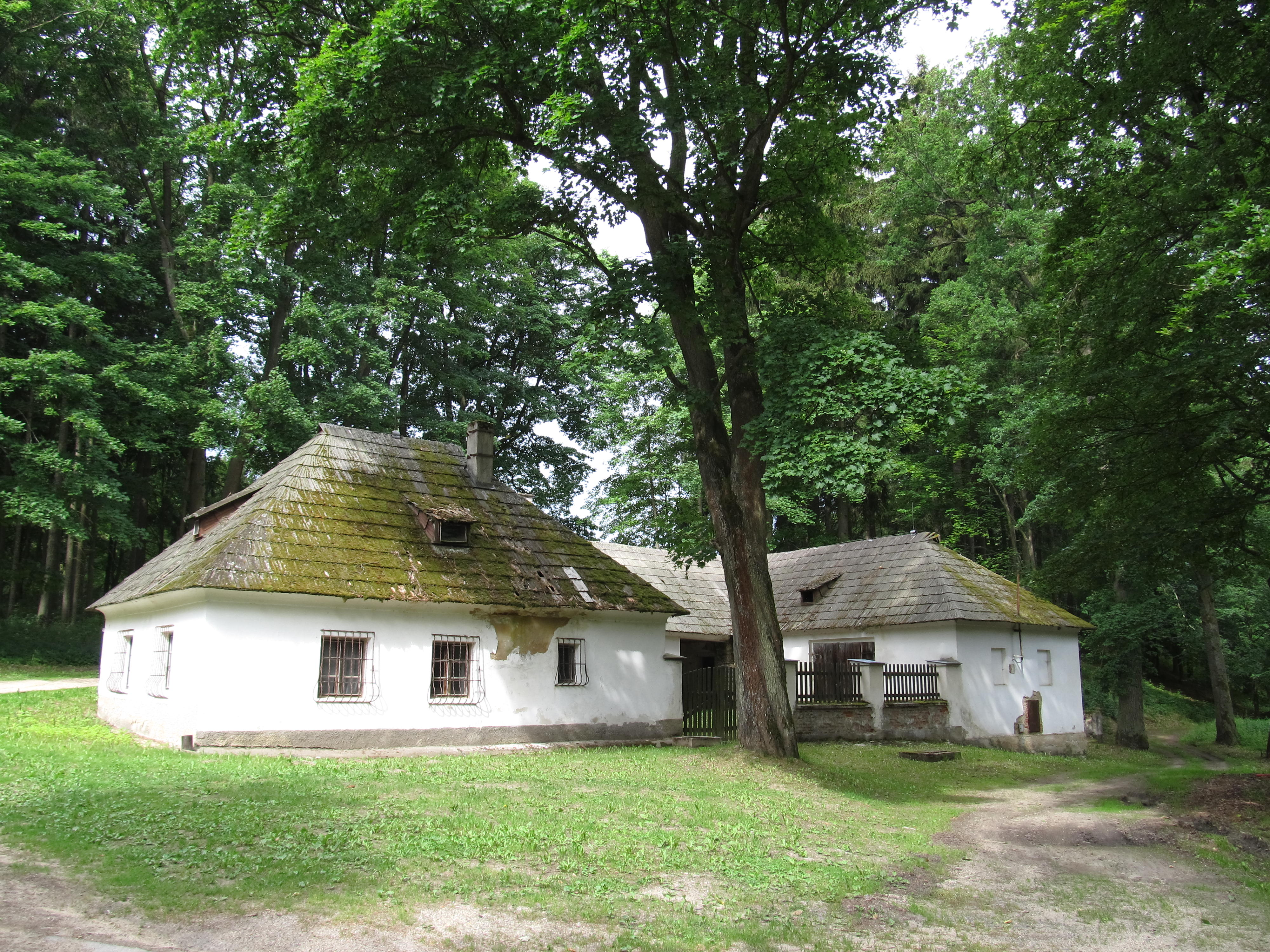
Kovárna v zámeckém parku
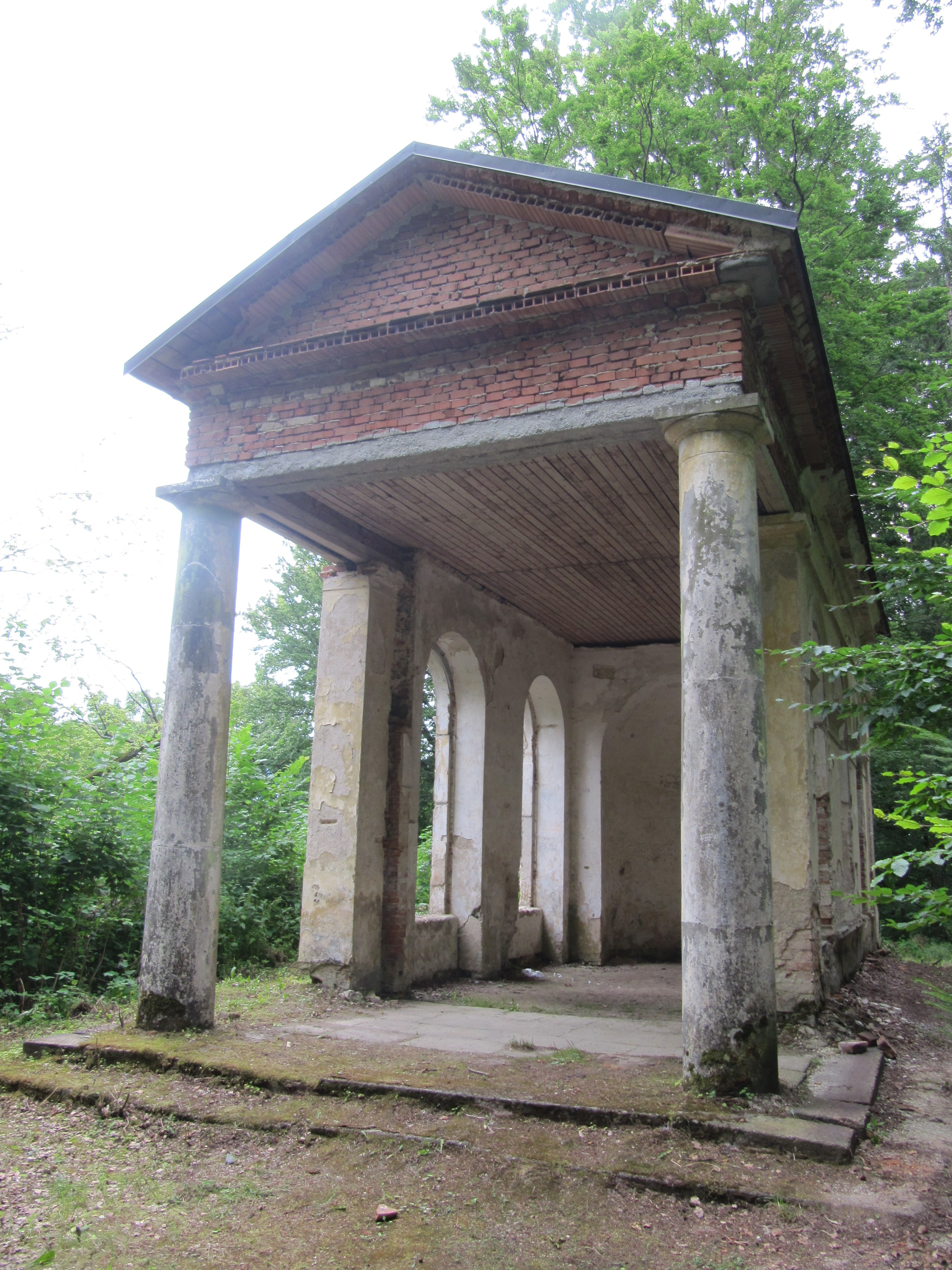
Čajovna v zámeckém parku

interiér
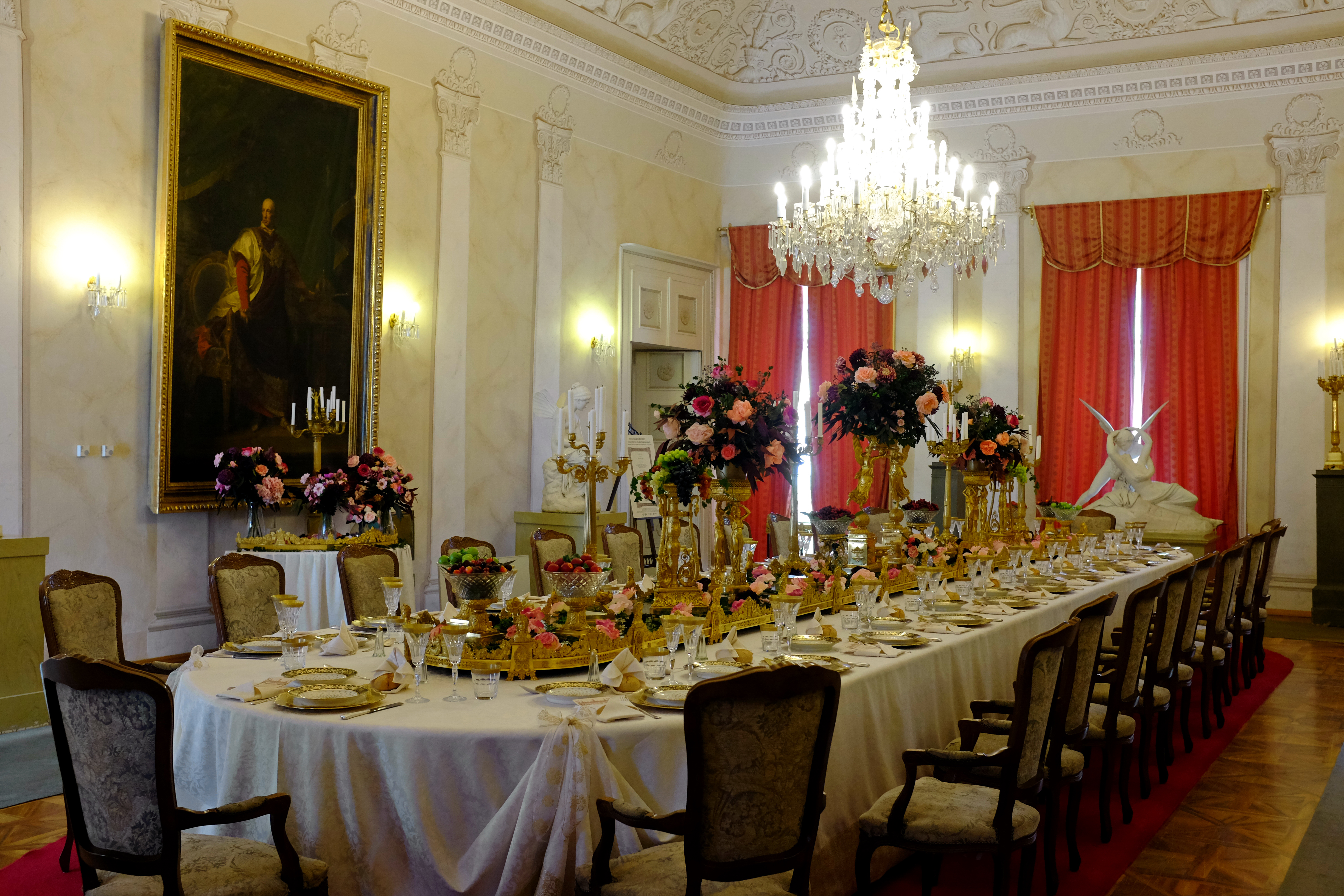
Jídelna
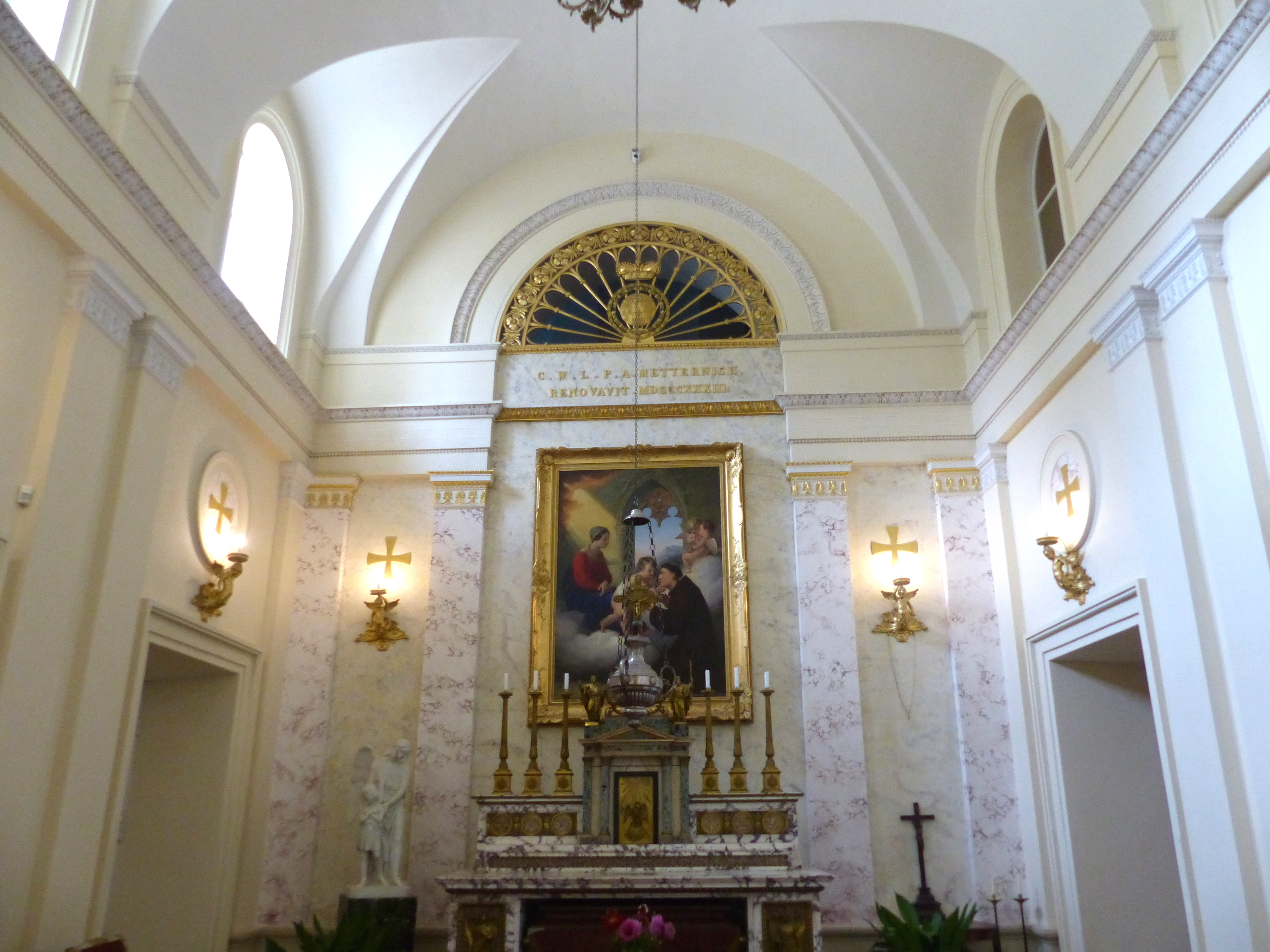
Zámecká kaple sv. Antonína Paduánského
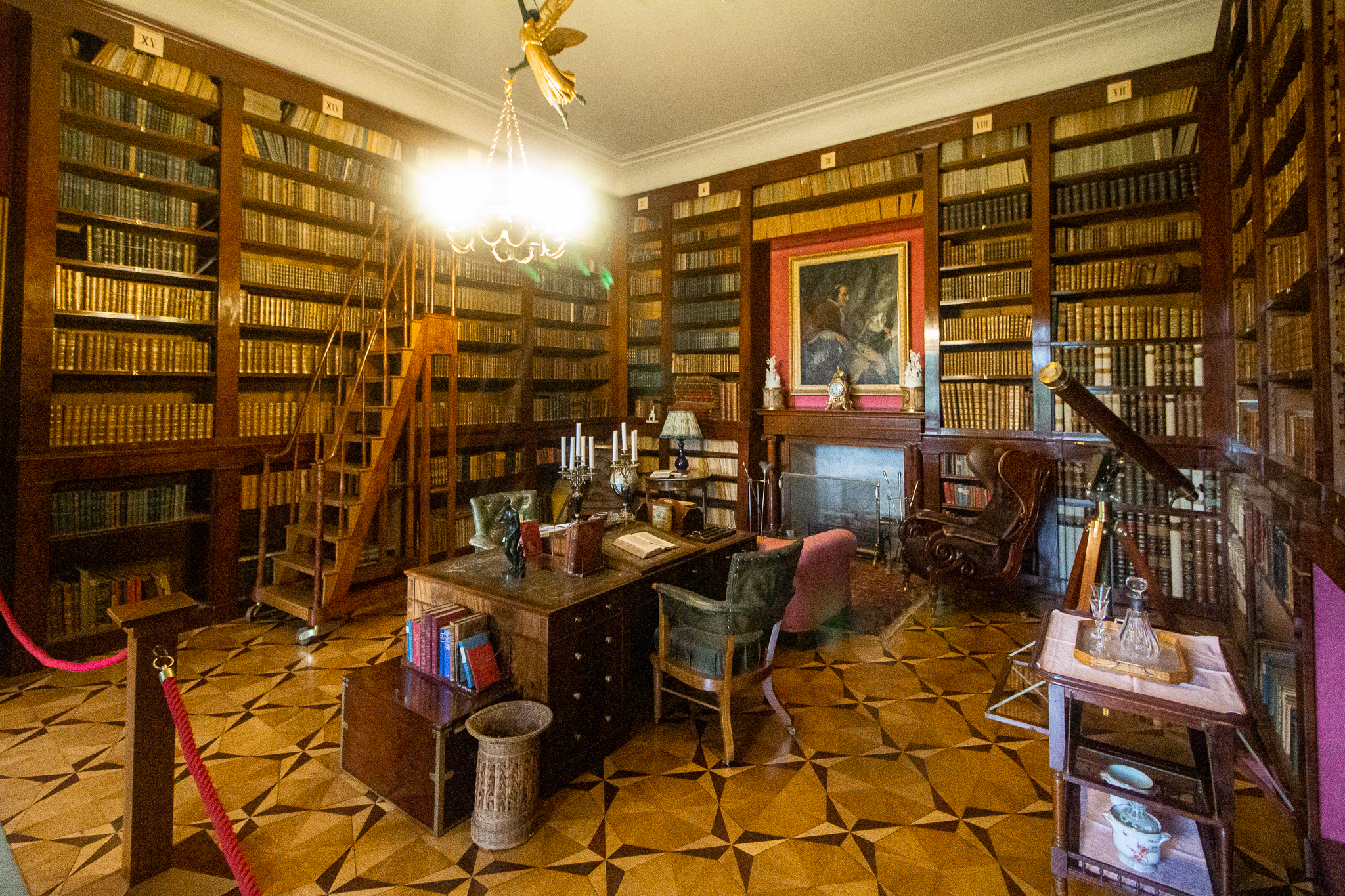
Zámecká knihovna
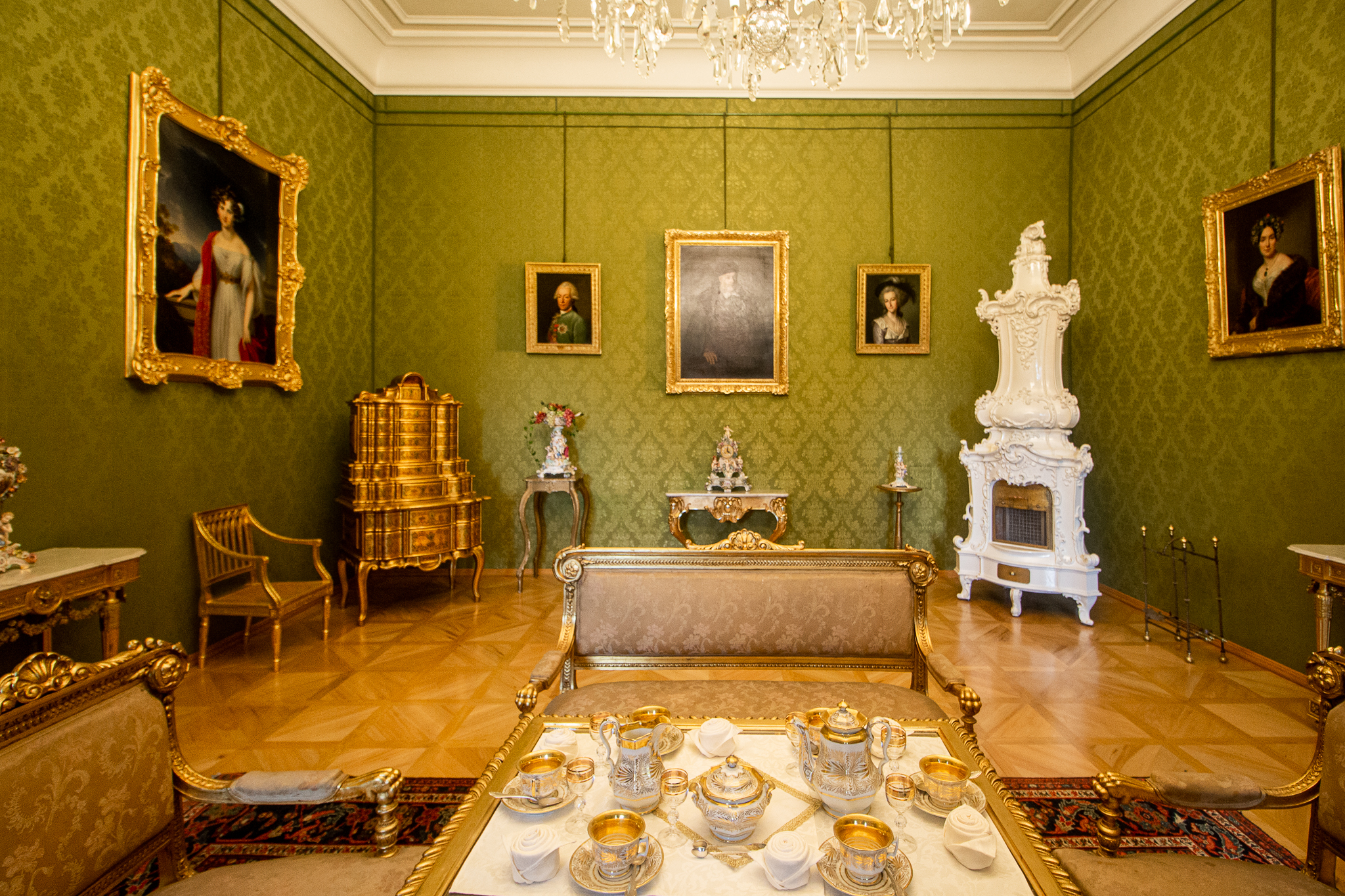
Zelený salonek
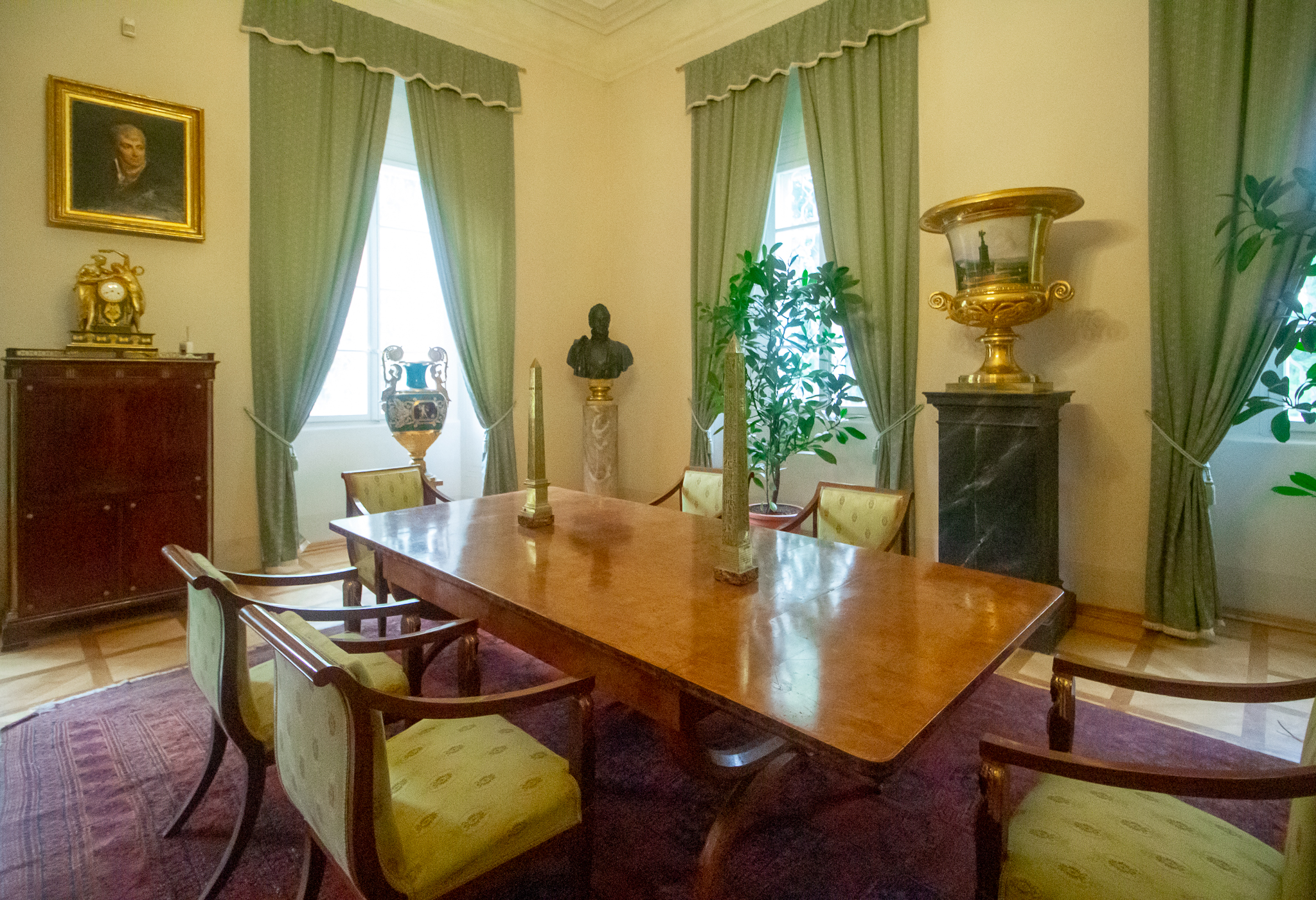
Kancléřova pracovna